# Huerto de las monjas

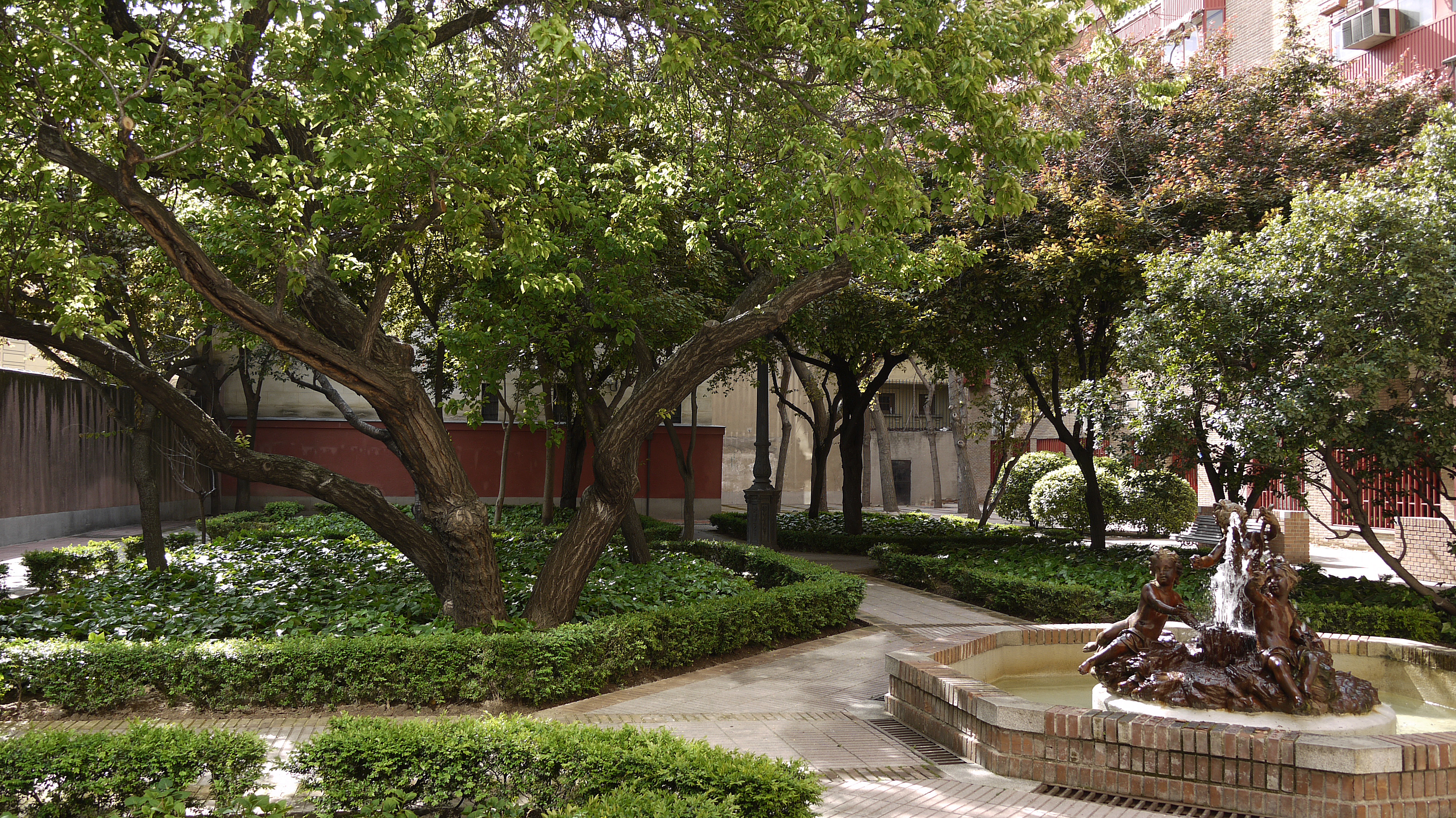
Huerto de las monjas.

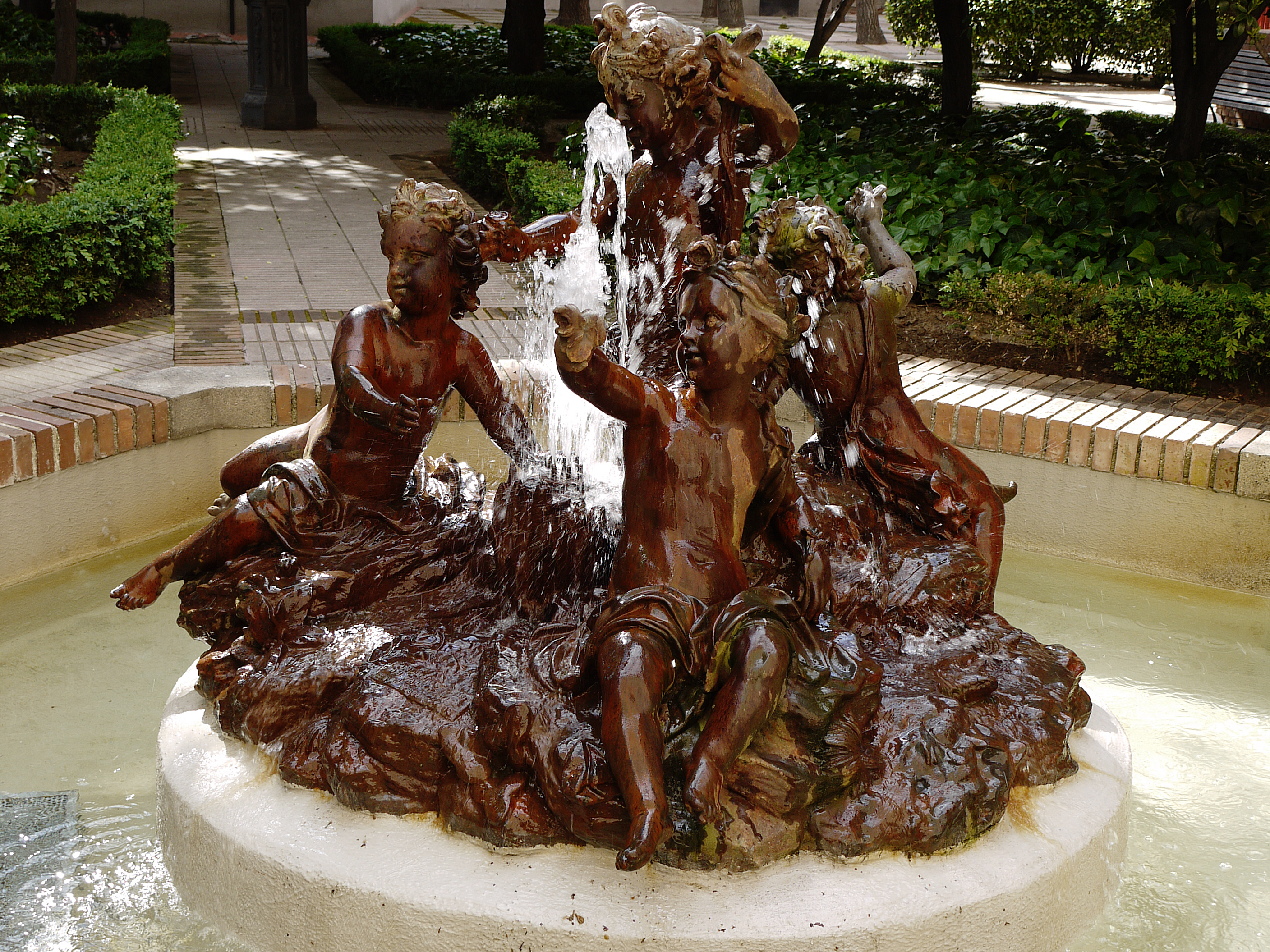
Fontängruppen med de tre keruberna

Huerto de las monjas är en liten trädgård i Madrid, Spanien. Nästan okänd ligger den som en liten oas mitt i Madrid, söder om gatan C/ Sacramento, bakom Madrids Ayuntamiento.
Trädgården tillhörde tidigare ett nunnekloster Convento del Sacramento,  
(Bernhardinersystrarna), och nunnorna odlade grönsaker där redan på 1600-talet. Klostret stängdes 1972, murarna revs och bostadshus i obestämd arkitektur byggdes runt området. Med den lilla klosterträdgården fick vara kvar.
I mitten av trädgården finns en vattenspelande fontän med fyra keruber i barockstil och med inskriptionen: "Fonderies d'Art du Val d'Osne 58, rue Volataire. Paris."

## Legend
Fontänen gavs som avskedspresent till klostret av en ung desillusionerad fransman, som hade förälskat sig i en ung dam, och efter att hennes familj hade satt henne i kloster som novis hos Bernardinersystrarna (Bernardas del Sacramento).

## Kommunikationer
Adress: C/ Sacramento 7, (Madrid de los Austrias)
Trädgården har två ingångar, genom Sacramento nr 7 och ingången från C/ Rollo.
- Metrostationerna Opera, Sol eller Latina
- Busslinjerna 31, 50, 65 och 148.

## Fotnoter
1. ↑  monjas bernardas cistercienses
2. ↑  Fundación Updea, feb 2006, sid 14.